# Nemopistha lancearia
Nemopistha lancearia is een insect uit de familie van de Nemopteridae, die tot de orde netvleugeligen (Neuroptera) behoort. 
Nemopistha lancearia is voor het eerst wetenschappelijk beschreven door Navás in 1910.